# يو إس إس هورنيت (سي في-8)
يو إس إس هورنيت (سي في-8)، هي سابع سفينة أمريكية تحمل اسم هورنيت، حاملة طائرات من طراز يوركتاون تابعة للبحرية الأمريكية.أثناء الحرب العالمية في مسرح المحيط الهادئ، أطلقت غارة دوليتل في طوكيو وشاركت في معركة ميدواي وغارة بوين فايزي تونولاي.